# Fiona Livingston
Fiona Livingston (16 mei 1999) is een Nederlandse actrice. Zij speelde hoofdrollen in de films Dik Trom (2010) en Achtste-groepers huilen niet (2012) en Kom niet aan mijn kinderen (2010). Daarnaast speelde ze in diverse televisieseries bijrollen, zoals in SpangaS (2015) en Dokter Deen (2012).

## Film
| Jaar | Film                         | Rol   |
| ---- | ---------------------------- | ----- |
| 2010 | Dik Trom                     | Lieve |
| 2012 | Achtste-groepers huilen niet | Elise |